# 漏洞利用即服务
攻击即服务或漏洞利用即服務（英語：Exploit as a service）簡稱EaaS，是一种网络犯罪分子将零日漏洞的利用服务出租给其他黑客的方式。EaaS通常作为云服务提供。到 2021 年底，EaaS 已成为勒索软件团伙的新动向。
过去，零日漏洞通常在暗网上出售，但通常售价高昂，每个可达数百万美元。而租赁模式使许多黑客更容易获得此类漏洞。这些零日漏洞可以在被高价出售之前租用一段时间。该模式通常与勒索软件即服务 (RaaS)、网络钓鱼即服务和黑客攻击即服务 （HaaS）等类似模式相提并论。Haas 包括DoS和DDoS攻击以及为使用这些服务的黑客维护的僵尸网络。
攻击即服务的各环节会面临各种挑战。付款通常使用比特币等加密货币进行。使用加密货币并不能一直保证匿名性，警方已经能够在各种情况下抓获罪犯。并且租用的零日漏洞可能会被发现并可于进行逆向工程。
目前尚不确定其商业模式的盈利能力如何。如果它被认为收益可观的，那么提供这类服务的参与者可能会增加。有关攻击即服务的信息部分来自暗网上的讨论，这表明人们对此类服务的兴趣日益浓厚。